# Like a Virgin
 (срп. Као девица) је други студијски албум поп певачице Мадоне, који је изашао 12. новембра 1984. године. Албум је реиздат 1985. за европско тржиште, са бонус песмом Into the Groove, једним од највећих Мадониних хитова. 2001. је ремастеризован и издат од стране Warner Bros. са још два бонус ремикса. Продат је у отприлике 19 милиона примерака.

## Историја албума
Мадона је изабрала Најла Роџерса, члана групе "Шик", као продуцента албума, највероватније због његовог рада са Дејвидом Боувијем на његовом албуму Let's Dance. Like a virgin се ослањао на Мадонин раније установљен звук диско и поп музике.а био је посвећен "свим девицама света“.
Насловна песма албума, Like a Virgin, је била Мадонин први #1 хит. Мадона је први пут извела на првој годишњој додели МТВ музичких награда. Наступ се памти и до данас због контроверзе коју је изазвао. Мадона је сишла са џиновске свадбене торте у венчаници, носећи "Boy Toy" каиш, а у току наступа се ваљала по сцени, излажући свој доњи веш милионском аудиторијуму. Други сингл са албума Material Girl је најзаслужнији за надимак који је касније добила у медијима. Првобитно, песма Into the Groove није укључена на албум. Требало је да се нађе и на њеном деби албуму, али се од песме одустало у проследњем моменту. Касније је испливала на саундтреку за филм Очајнички тражећи Сузан, и постала интернационални хит, што је довело до тога да је песма укључена на европско издање албума од стране Warner Bros.
Фотографије на омоту је радио Стивен Мајсел, који јој је постао редовни сарадник. Касније је са њим направила контроверзну књигу SEX.

## Списак песама
| #   | Име                                                          | Трајање |
| --- | ------------------------------------------------------------ | ------- |
| 1.  | Аутори: Питер Браун, Роберт Ранс Продуцент: Најл Роџерс      | 4:00    |
| 2.  | Аутори: Мадона, Стивен Брај Продуцент: Најл Роџерс           | 3:56    |
| 3.  | Аутори: Том Кели, Били Стајнберг Продуцент: Најл Роџерс      | 3:38    |
| 4.  | Аутори: Мадона, Стивен Брај Продуцент: Најл Роџерс           | 4:14    |
| 5.  | Аутор: Мајлс Грегори Продуцент: Најл Роџерс                  | 4:50    |
| 6.  | Аутори: Мадона, Стивен Брај Продуценти: Мадона, Стивен Брај  | 4:43    |
| 7.  | Аутори: Андреа ЛаРусо, Пеги Станзијал Продуцент: Најл Роџерс | 4:01    |
| 8.  | Аутор: Мадона Продуцент: Најл Роџерс                         | 5:16    |
| 9.  | Аутори: Мадона, Стивен Брај Продуцент: Најл Роџерс           | 4:30    |
| 10. | Аутори: Мадона, Стивен Брај Продуцент: Најл Роџерс           | 4:07    |

- само на европском издању из 1985. године

## Синглови
| #  | Име | Датум         |
| -- | --- | ------------- |
| 1. |     | новембар 1984 |
| 2. |     | јануар 1985   |
| 3. |     | април 1985    |
| 4. |     | јул 1985      |
| 5. |     | јул 1985      |
| 6. |     | новембар 1985 |

## Мадона о
Изненадило ме је како су људи реаговали на Like a Virgin. Сви су протумачили како поручујем да више не желим да будем девица, да чезнем за сексом. Уопште се не ради о томе. Певам о томе како сам се због нечега осетила свежом и новом.

## Оцена критике
Ролинг стоун је Мадону назвао "последњом Бети Буп", и да "иако нема таленат Синди Лопер, зна посао на плесном подијуму“. Неки критичари нису баш били импресионирани, описавши Мадону "као неинтересантно чудо од једног хита", или "Мини Маус на хелијуму“. Иако је албум био номинован у неколико водећих номинација на МТВ наградама, није освојио ниједну.

## Продаја
| Држава               | Највиша позиција на листи | Сертификација        | Продаја     |
| -------------------- | ------------------------- | -------------------- | ----------- |
| Аустралија           |                           | 7x Платинаст         | 490,000+    |
| Канада               |                           | Дијамантски          | 1,000,000+  |
| Финска               |                           | Златни               | 35,000+     |
| Француска            | 2                         | 2x Платинаст         | 600,000+    |
| Немачка              | 1                         | Платинасти           | 300,000+    |
| Швајцарска           | 3                         | 2x Платинаст         | 100,000+    |
| Уједињено Краљевство | 1                         | 3x Платинаст         | 900,000+    |
| САД                  | 1                         | Дијамантски          | 10,000,000+ |
| СВЕТ                 |                           | [ 11 ] [ 12 ] [ 13 ] | 19,000,000+ |

## Сарадници на албуму

#### Особље
- Мадона - вокал, пратећи вокал
- Бернар Едвардс - бас гитара
- Бренда Кинг - пратећи вокал
- Кертис Кинг - пратећи вокал
- Лени Пикет - саксофон
- Најл Роџерс - гитара, синклавије
- Роберт Сабино - синтисајзер
- Френк Симс - пратећи вокал
- Џорџ Симс - пратећи вокал
- Тони Томпсон - бубњеви

#### Продукција
- Продуценти: Мадона, Стивен Брај, Најл Роџерс
- Инжињеринг: Џејсон Косаро
- Менаџер продукције: Бад Таник
- Аудио мастеринг: Боб Лудвиг
- Програмирање бубњева: Џими Бралоуер

#### Дизајн
- Уређивачи: Џери МакМанус, Џефри Кент Ајероф
- Фотографије: Стивен Мајсел
- Стилиста: Марипол
- Дизајн: Џери МакМанус, Џефри Кент Ајероф

## Касније обраде
Обрађен је од стране панк бенда "The Lords of the New Church" 80их година. "Richard Cheese and Lounge Against the Machine", бенд познат по својим шаљивим песмама, направио је пародију овог албума под називом I'd Like a Virgin. Уврнути Ал Јанковић је направио пародију на песму Like a Virgin под називом Like a Surgeon, а име пародије је дошло од саме Мадоне.